# NGC 1632
NGC 1632 est une galaxie lenticulaire située dans la constellation de l'Éridan. NGC 1632 a été découverte par l'astronome américain Frank Müller en 1886. Cette galaxie a aussi été observée par l'astronome français Stéphane Javelle le 6 février 1893 et elle a été ajoutée à l'Index Catalogue sous la désignation IC 386.

## Caractéristiques
Sa vitesse par rapport au fond diffus cosmologique est de 4 943 ± 21 km/s, ce qui correspond à une distance de Hubble de 72,9 ± 5,1 Mpc (∼238 millions d'al).